# Pápakovácsi, Veszprém
Pápakovácsi  este un sat în districtul Pápa, județul Veszprém, Ungaria, având o populație de 589 de locuitori (2011). 

## Demografie
Componența etnică a satului Pápakovácsi
     Maghiari (92,03%)
     Germani (7,45%)
     Romi (0,52%)
Componența confesională a satului Pápakovácsi
     Romano-catolici (57,56%)
     Reformați (11,54%)
     Luterani (5,26%)
     Fără religie (4,41%)
     Necunoscută (21,22%)
     Alte religii (4,07%)
Conform recensământului din 2011, satul Pápakovácsi avea 589 de locuitori. Din punct de vedere etnic, majoritatea locuitorilor (92,03%) erau maghiari, cu o minoritate de germani (7,45%).  Din punct de vedere confesional, majoritatea locuitorilor (57,56%) erau romano-catolici, existând și minorități de reformați (11,54%), luterani (5,26%) și persoane fără religie (4,41%). Pentru 21,22% din locuitori nu este cunoscută apartenența confesională.